# Freydun Atturaya
Freydun Atturaya, född 1891, död 1926, var en assyrisk läkare från Iran, och grundade det första assyriska partiet i modern tid, Assyriska Socialistpartiet.